# Confissões de um Dragão
Confissões de um Dragão é um romance infanto-juvenil de Miguel M. Abrahão publicado em 1984 no Brasil. 

## Sinopse
Confissões de um Dragão inicia-se numa sexta-feira 13, assim que o surpreso padre Giocondo, um velho gambá italiano, constata que nenhum fiel aparecera para a missa matinal. E, para seu espanto, o único ser vivo ali presente é um imenso e poderoso dragão,que, aos prantos, pede-lhe para que ouça seus pecados.
Aos poucos, o monstro revela a sua história, narrando os pormenores de sua vida, atemorizando e destruíndo as plantações, trazendo a miséria e horror a sofrido povo do reino de Feltro, o bondoso rei. Até o dia em que Milico, um bravo e pobre coelho, em busca de visibilidade para impressionar seu grande e misterioso amor, cujo nome ele desconhecia, oferece-se para matar a criatura fantástica. A audácia de tão insignificante cidadão provoca risos por toda a cidade e são instigadas pela inconstante rainha Voal, cujo comportamento mudara misteriosamente nos últimos anos.
Não se deixando intimidar pelo escárnio, o valente herói parte para a misteriosa montanha, lar da fera cruel, a fim de cumprir sua missão e seu destino. Nesse meio tempo, a princesa Flanela retorna ao lar paterno depois de longa ausência. E não tarda a despertar no dragão atroz uma paixão arrebatadora.
Auxiliado pelos sapos Horroroso e Horrorosa, a fera rapta a princesa, tornando a missão do valente Milico ainda mais complicada.
A partir de então o herói, a duras penas, percebe que sua missão não será simples. Grandes perigos e segredos o aguardam na montanha misteriosa: encontros com criaturas mais cruéis que o próprio dragão, alianças inesperadas e traiçoeiras, segredos cruciais nas mãos da maléfica cobra d’água Tirana, a senhora do Brejo do Terror, que a todos observava e conduzia como marionetes de um circo encantado.